# Mia Ristić
Mia Ristić (serbisch-kyrillisch Миа Ристић; * 17. Mai 2006) ist eine serbische Tennisspielerin.

## Karriere
Ristić begann im Alter von sechs Jahren mit dem Tennisspielen, sie bevorzugt dabei laut ITF-Profil Hartplätze. Sie spielte bislang vorrangig Turniere der ITF Junior Tour und der ITF Women’s World Tennis Tour, wo sie bislang zwei Titel im Einzel gewinnen konnte.

## Turniersiege

### Einzel
| Nr. | Datum           | Turnier        | Kategorie | Belag | Finalgegnerin      | Ergebnis      |
| --- | --------------- | -------------- | --------- | ----- | ------------------ | ------------- |
| 1.  | 21. August 2022 | Vrnjačka Banja | ITF W25   | Sand  | Cristina Dinu      | 0:6, 7:5, 7:5 |
| 2.  | 27. August 2023 | Přerov         | ITF W60   | Sand  | Aurora Zantedeschi | 6:1, 6:2      |